# Gulbenes distrikt
Gulbenes distrikt (lettisk: Gulbenes rajons) er et tidligere administrativt område i landsdelen Livland i det nord-østlige Letland. Udover den centrale administration bestod Gulbenes distrikt af 14 selvstyrende enheder: én by samt 13 Pagasts|pagaster. Gulbenes distrikt ophørte med at eksistere i forbindelse med kommunalreformen af 2009.

## Selvstyrende enheder underlagt Gulbenes distrikt
- Beļavas pagasts
- Daukstu pagasts
- Druvienas pagasts
- Galgauskas pagasts
- Gulbene by
- Litenes pagasts
- Lizumas pagasts
- Līgo pagasts
- Lejasciema pagasts
- Jaungulbenes pagasts
- Stāmerienas pagasts
- Rankas pagasts
- Stradu pagasts
- Tirzas pagasts

57°10′21″N 26°45′40″Ø / 57.1725°N 26.761111111111°Ø